# Christina Nilsdotter
Christina Nilsdotter, död 1399, var en svensk birgittinnunna, priorinna, sångerska, vokalist och lärare i sång, verksam som sångpedagog i Vadstena kloster under medeltiden och högt respekterad för sin förmåga.  

## Biografi
Christina Nilsdotter studerade musik under magister Petrus Olavi, Vadstenamunkarnas förste generalkonfessor, och sångläraren och prästen Ketilmundus, som före henne hade haft ansvaret för nunnornas sångträning.    
Hon fick efter dem ansvaret för klosternunnornas sångkör. Nunnorna ska ha beundrat henne så högt "att de önskade dö under morgonsången". Vid ett tillfälle prisades en nunna vid namn Ingeborg som lycklig just för att hon avled mitt under sången. Nunnornas sångkör framträdde också för klostrets gäster, däribland kungligheter.    
Christina Nilsdotter blev även utsedd till priorissa och ska kraftigt ha framhållit klosterreglernas föreskrifter. 